# Élections cantonales partielles françaises en 1999
Cinquante et une élections cantonales partielles se sont tenues en France en 1999.

## Synthèse
| Dates de l'élection            | Département          | Canton                   | Conseiller sortant     | Parti | Parti | Conseiller élu          | Parti | Parti | Raison             | Raison |
| ------------------------------ | -------------------- | ------------------------ | ---------------------- | ----- | ----- | ----------------------- | ----- | ----- | ------------------ | ------ |
| 17 et 24 janvier 1999          | Ille-et-Vilaine      | Châteaubourg             | Jacques Bobille        |       | DVD   | Michel Pigeon           |       | UDF   | Démission          |        |
| 24 et 31 janvier 1999          | Alpes-Maritimes      | Mandelieu-Cannes-Ouest   | André-Charles Blanc    |       | RPR   | Henri Leroy             |       | RPR   | Décès              |        |
| 31 janvier et 7 février 1999   | Isère                | Saint-Martin-d'Hères-Sud | Joseph Blanchon        |       | PCF   | José Arias              |       | PCF   | Démission          |        |
| 21 et 28 février 1999          | Doubs                | Le Russey                | Jean-François Humbert  |       | UDF   | Daniel Leroux           |       | UDF   | Démission          |        |
| 7 et 14 mars 1999              | Hérault              | Lunas                    | Mathieu Ciffre         |       | PS    | Rémy Paillès            |       | PS    | Décès              |        |
| 14 et 21 mars 1999             | Yvelines             | Chevreuse                | Claude Dumond          |       | UDF   | Yves Vandewalle         |       | DVD   | Démission          |        |
| 21 et 28 mars 1999             | Nord                 | Lille-Centre             | Jacques Donnay         |       | RPR   | Christian Decocq        |       | RPR   | Démission          |        |
| 21 et 28 mars 1999             | Loire-Atlantique     | Paimbœuf                 | Yanick Lebeaupin       |       | PS    | Yanick Lebeaupin        |       | PS    | Annulation         |        |
| 18 avril 1999                  | Aisne                | Craonne                  | Philippe Malpezzi      |       | UDF   | Philippe Malpezzi       |       | UDF   | Annulation         |        |
| 18 et 25 avril 1999            | Eure-et-Loir         | Cloyes-sur-le-Loir       | Hubert Quentin         |       | RPR   | Claude Térouinard       |       | DVD   | Décès              |        |
| 25 avril et 2 mai 1999         | Yonne                | Toucy                    | Simone Goussard        |       | UDF   | Pascal Bourgeois        |       | DL    | Décès              |        |
| 2 et 9 mai 1999                | Lot                  | Cahors-Nord-Est          | Bernard Delpech        |       | PS    | Michel Roumégoux        |       | UDF   | Annulation         |        |
| 2 et 9 mai 1999                | Gard                 | Génolhac                 | Narcisse Bolmont       |       | PCF   | Guy Laganier            |       | PCF   | Démission          |        |
| 9 mai 1999                     | Dordogne             | Villefranche-de-Lonchat  | Roger Guionneau        |       | RPR   | Emmanuel Espanol        |       | MDC   | Décès              |        |
| 9 et 16 mai 1999               | Seine-Maritime       | Boos                     | Bernard Grassin-Delyle |       | UDF   | Philippe Leroy          |       | UDF   | Décès              |        |
| 13 et 20 juin 1999             | Gard                 | Uzès                     | Jean-Luc Chapon        |       | UDF   | Jean-Luc Chapon         |       | UDF   | Annulation         |        |
| 20 juin 1999                   | Aube                 | Chaource                 | Robert Gautier         |       | RPR   | Jean Pouillot           |       | DVD   | Décès              |        |
| 20 juin 1999                   | Tarn                 | Montredon-Labessonnié    | Yvan Aussenac          |       | RPR   | Yvan Aussenac           |       | RPR   | Annulation         |        |
| 20 et 27 juin 1999             | Pyrénees-Atlantiques | Anglet-Sud               | Michel Bonnet          |       | UDF   | Bernard Gimenez         |       | UDF   | Décès              |        |
| 20 et 27 juin 1999             | Aude                 | Narbonne-Sud             | Michel Moynier         |       | DVD   | Robert Déjean           |       | DVD   | Démission          |        |
| 20 et 27 juin 1999             | Charente-Maritime    | La Rochelle-VI           | Maxime Bono            |       | PS    | Joseph Mallet           |       | PRG   | Démission          |        |
| 18 et 25 juillet 1999          | Savoie               | Saint-Genix-sur-Guiers   | Henri Guicherd         |       | UDF   | Gaston Arthaud-Berthet  |       | DVD   | Décès              |        |
| 3 et 10 octobre 1999           | Somme                | Amiens-VII               | Éliane Gillet-Miannay  |       | PS    | Marc Thuilot            |       | UDF   | Annulation         |        |
| 3 et 10 octobre 1999           | Ain                  | Trévoux                  | Patrick Rousset        |       | DVG   | Patrick Rousset         |       | DVG   | Annulation         |        |
| 17 et 24 octobre 1999          | Gard                 | Anduze                   | Pierre Bassoul         |       | PS    | Félix Bonnal            |       | DIV   | Démission d'office |        |
| 17 et 24 octobre 1999          | Gard                 | Nîmes-II                 | Émile Jourdan          |       | PCF   | Alain Jourdan           |       | PCF   | Décès              |        |
| 17 et 24 octobre 1999          | Meuse                | Verdun-Centre            | Pierre Méchin          |       | MDC   | Lucette Lamousse        |       | MDC   | Décès              |        |
| 24 et 31 octobre 1999          | Savoie               | Bourg-Saint-Maurice      | Michel Barnier         |       | RPR   | Jacqueline Poletti      |       | RPR   | Démission          |        |
| 21 et 28 novembre 1999         | Puy-de-Dôme          | Aigueperse               | Gérard Boche           |       | UDF   | Luc Chaput              |       | UDF   | Décès              |        |
| 21 et 28 novembre 1999         | Meuse                | Bar-le-Duc-Sud           | Jean-François Legrand  |       | UDF   | Gérard Abbas            |       | UDF   | Décès              |        |
| 21 et 28 novembre 1999         | Essonne              | Mennecy                  | Xavier Dugoin          |       | RPR   | Élizabeth Doussain      |       | PS    | Démission          |        |
| 21 et 28 novembre 1999         | Bouches-du-Rhône     | Tarascon                 | Thérèse Aillaud        |       | RPR   | Thérèse Aillaud         |       | RPR   | Annulation         |        |
| 21 et 28 novembre 1999         | Hauts-de-Seine       | Villeneuve-la-Garenne    | Roger Prévot           |       | RPF   | Alain-Bernard Boulanger |       | DVD   | Décès              |        |
| 28 novembre et 5 décembre 1999 | Hérault              | Lattes                   | Christian Jeanjean     |       | RPR   | Albert Édouard          |       | DVD   | Invalidation       |        |
| 28 novembre et 5 décembre 1999 | Martinique           | Saint-Pierre             | Gérard Prufer          |       | DVD   | Louis Pierre-Charles    |       | DVD   | Démission          |        |
| 5 décembre 1999                | Morbihan             | Muzillac                 | Michel Guégan          |       | DVD   | Joseph Brohan           |       | DVD   | Démission          |        |
| 5 et 12 décembre 1999          | Corse-du-Sud         | Ajaccio-4                | José Rossi             |       | DL    | Jacques Billard         |       | DL    | Démission          |        |
| 5 et 12 décembre 1999          | Gironde              | Bordeaux-1               | Ghyslaine Boeuf        |       | PS    | Philippe Dorthe         |       | PS    | Démission          |        |
| 5 et 12 décembre 1999          | Gironde              | Bordeaux-3               | Hugues Martin          |       | RPR   | Michel Duchêne          |       | RPR   | Démission          |        |
| 5 et 12 décembre 1999          | Ille-et-Vilaine      | Bruz                     | Robert Barré           |       | UDF   | Maryvonne Gainche       |       | UDF   | Annulation         |        |
| 5 et 12 décembre 1999          | Gironde              | Langon                   | Charles Vérité         |       | PS    | Pierre Augey            |       | PCF   | Démission          |        |
| 5 et 12 décembre 1999          | Seine-et-Marne       | Montereau-Fault-Yonne    | Yves Jégo              |       | RPR   | Claude Eymard-Duvernay  |       | RPR   | Annulation         |        |
| 5 et 12 décembre 1999          | Val-de-Marne         | Ormesson-sur-Marne       | Olivier d'Ormesson     |       | CNI   | Guy Le Doeuff           |       | RPR   | Démission          |        |
| 5 et 12 décembre 1999          | Pyrénées-Orientales  | Perpignan-3              | Jean Vila              |       | PCF   | Michel Coronas          |       | PCF   | Annulation         |        |
| 12 et 19 décembre 1999         | Pas-de-Calais        | Bertincourt              | Jean Bachelet          |       | RPR   | Jean-Claude Hoquet      |       | DVD   | Décès              |        |
| 12 et 19 décembre 1999         | Nord                 | Steenvoorde              | Jean-Paul Bataille     |       | DL    | Jean-Marc Gosset        |       | DVD   | Décès              |        |

## Résultats

### Canton de Châteaubourg(Ille-et-Vilaine)
| Candidat                                              | Candidat            | Parti          | Premier tour | Premier tour | Second tour | Second tour |
| Candidat                                              | Candidat            | Parti          | Voix         | %            | Voix        | %           |
| ----------------------------------------------------- | ------------------- | -------------- | ------------ | ------------ | ----------- | ----------- |
|                                                       | Michel Pigeon       | DVD            | 1 362        | 45,76        | 1 277       | 100,00      |
|                                                       | Rémi Lemoine        | UDF            | 654          | 21,97        | Retrait     | Retrait     |
|                                                       | Jean-Pierre Guéguen | PS             | 491          | 16,49        |             |             |
|                                                       | Bruno Pannetier     | DIV            | 220          | 7,39         |             |             |
|                                                       | Jean Le Duff        | PCF            | 166          | 5,57         |             |             |
|                                                       | Geneviève Magne     | FN             | 83           | 2,78         |             |             |
|                                                       |                     |                |              |              |             |             |
| Inscrits                                              | Inscrits            | Inscrits       | 7 371        | 100,00       | 7 371       | 100,00      |
| Abstentions                                           | Abstentions         | Abstentions    | 4 301        | 58,35        | 5 739       | 77,85       |
| Votants                                               | Votants             | Votants        | 3 070        | 41,65        | 1 632       | 22,15       |
| Blancs ou nuls                                        | Blancs ou nuls      | Blancs ou nuls | 94           | 3,06         | 355         | 21,75       |
| Exprimés                                              | Exprimés            | Exprimés       | 2 976        | 96,94        | 1 277       | 78,25       |
| Source : Le Monde, éditions des 19 et 27 janvier 1999 |                     |                |              |              |             |             |

### Canton de Mandelieu-Cannes-Ouest(Alpes-Maritimes)
| Candidat                                                     | Candidat              | Parti          | Premier tour | Premier tour | Second tour | Second tour |
| Candidat                                                     | Candidat              | Parti          | Voix         | %            | Voix        | %           |
| ------------------------------------------------------------ | --------------------- | -------------- | ------------ | ------------ | ----------- | ----------- |
|                                                              | Henri Leroy           | RPR            | 3 253        | 46,81        | 5 151       | 69,25       |
|                                                              | Albert Peyron         | FN             | 1 686        | 24,26        | 2 287       | 30,74       |
|                                                              | Apolline Crapiz       | PS             | 896          | 12,89        |             |             |
|                                                              | René Raullo           | DIV            | 492          | 7,08         |             |             |
|                                                              | Régis Ferracci        | PCF            | 374          | 5,38         |             |             |
|                                                              | Paul Vogel            | GÉ             | 243          | 3,49         |             |             |
|                                                              | Jean-Pierre Papillaud | REG            | 3            | 0,04         |             |             |
|                                                              | Michel Brun           | REG            | 2            | 0,02         |             |             |
|                                                              |                       |                |              |              |             |             |
| Inscrits                                                     | Inscrits              | Inscrits       | 22 319       | 100,00       | 22 319      | 100,00      |
| Abstentions                                                  | Abstentions           | Abstentions    | 15 181       | 68,01        | 14 371      | 64,38       |
| Votants                                                      | Votants               | Votants        | 7 138        | 31,99        | 7 948       | 35,62       |
| Blancs ou nuls                                               | Blancs ou nuls        | Blancs ou nuls | 189          | 2,65         | 510         | 6,42        |
| Exprimés                                                     | Exprimés              | Exprimés       | 6 949        | 97,35        | 7 438       | 93,58       |
| Source : Le Monde, éditions des 27 janvier et 2 février 1999 |                       |                |              |              |             |             |

### Canton de Saint-Martin-d'Hères-Sud(Isère)
| Candidat                                            | Candidat         | Parti          | Premier tour | Premier tour | Second tour | Second tour |
| Candidat                                            | Candidat         | Parti          | Voix         | %            | Voix        | %           |
| --------------------------------------------------- | ---------------- | -------------- | ------------ | ------------ | ----------- | ----------- |
|                                                     | José Arias       | PCF            | 800          | 31,95        | -           | 58,89       |
|                                                     | Daniel Chazal    | RPR            | 698          | 27,88        |             | 41,11       |
|                                                     | Jean Monneret    | PS             | 474          | 18,93        |             |             |
|                                                     | Maryse Oudjaoudi | DVG-Verts      | 411          | 16,41        |             |             |
|                                                     | André Nuffer     | DL             | 121          | 4,83         |             |             |
|                                                     | Frédéric Mourin  | MDC            | 0            | 0,00         |             |             |
|                                                     |                  |                |              |              |             |             |
| Inscrits                                            | Inscrits         | Inscrits       | 6 158        | 100,00       |             | 100,00      |
| Abstentions                                         | Abstentions      | Abstentions    | 3 553        | 57,69        |             |             |
| Votants                                             | Votants          | Votants        | 2 605        | 42,31        |             |             |
| Blancs ou nuls                                      | Blancs ou nuls   | Blancs ou nuls | 101          | 3,88         |             |             |
| Exprimés                                            | Exprimés         | Exprimés       | 2 504        | 96,12        |             |             |
| Source : Le Monde, éditions des 2 et 9 février 1999 |                  |                |              |              |             |             |

### Canton du Russey(Doubs)
| Candidat                                                  | Candidat        | Parti          | Premier tour | Premier tour | Second tour | Second tour |
| Candidat                                                  | Candidat        | Parti          | Voix         | %            | Voix        | %           |
| --------------------------------------------------------- | --------------- | -------------- | ------------ | ------------ | ----------- | ----------- |
|                                                           | Daniel Leroux   | UDF (RPR)      | 1 006        | 40,93        | 1 296       | 46,30       |
|                                                           | Henri Maillot   | RPR (diss.)    | 746          | 30,35        | 693         | 24,75       |
|                                                           | Gilles Robert   | PS             | 669          | 27,22        | 810         | 28,93       |
|                                                           | Eliane Simonin  | PF             | 23           | 0,94         |             |             |
|                                                           | Jeannine Eckert | PCF            | 14           | 0,57         |             |             |
|                                                           | Jean Besançon   | DVG            | 0            | 0,00         |             |             |
|                                                           |                 |                |              |              |             |             |
| Inscrits                                                  | Inscrits        | Inscrits       | 4 232        | 100,00       | 4 232       | 100,00      |
| Abstentions                                               | Abstentions     | Abstentions    | 1 626        | 38,42        | 1 345       | 31,78       |
| Votants                                                   | Votants         | Votants        | 2 606        | 61,58        | 2 887       | 68,22       |
| Blancs ou nuls                                            | Blancs ou nuls  | Blancs ou nuls | 148          | 5,68         | 88          | 3,05        |
| Exprimés                                                  | Exprimés        | Exprimés       | 2 458        | 94,32        | 2 799       | 96,95       |
| Source : Le Monde, éditions des 23 février et 2 mars 1999 |                 |                |              |              |             |             |

### Canton de Lunas(Hérault)
| Candidat                                          | Candidat          | Parti          | Premier tour | Premier tour | Second tour | Second tour |
| Candidat                                          | Candidat          | Parti          | Voix         | %            | Voix        | %           |
| ------------------------------------------------- | ----------------- | -------------- | ------------ | ------------ | ----------- | ----------- |
|                                                   | Rémy Paillès      | PS             | 778          | 34,45        | 1 281       | 72,25       |
|                                                   | Francis Boutet    | PCF (MDC)      | 629          | 27,85        | Retrait     | Retrait     |
|                                                   | Ahmed Abdelkader  | DVG            | 531          | 23,51        | Retrait     | Retrait     |
|                                                   | Jeannine Duvochel | DVD            | 320          | 14,17        | 492         | 27,75       |
|                                                   |                   |                |              |              |             |             |
| Inscrits                                          | Inscrits          | Inscrits       | 3 195        | 100,00       | 3 186       | 100,00      |
| Abstentions                                       | Abstentions       | Abstentions    | 875          | 27,38        | 1 123       | 35,25       |
| Votants                                           | Votants           | Votants        | 2 320        | 72,62        | 2 063       | 64,75       |
| Blancs ou nuls                                    | Blancs ou nuls    | Blancs ou nuls | 62           | 2,67         | 290         | 14,06       |
| Exprimés                                          | Exprimés          | Exprimés       | 2 258        | 97,33        | 1 773       | 85,94       |
| Source : Le Monde, éditions des 9 et 16 mars 1999 |                   |                |              |              |             |             |

### Canton de Chevreuse(Yvelines)
| Candidat                                           | Candidat             | Parti          | Premier tour | Premier tour | Second tour | Second tour |
| Candidat                                           | Candidat             | Parti          | Voix         | %            | Voix        | %           |
| -------------------------------------------------- | -------------------- | -------------- | ------------ | ------------ | ----------- | ----------- |
|                                                    | Yves Vandewalle      | DVD (RPR) (DL) | 3 839        | 35,18        | 6 199       | 62,99       |
|                                                    | Jacques Lollioz      | PS             | 2 241        | 20,53        | 3 642       | 37,01       |
|                                                    | Alexis Biette        | UDF            | 1 836        | 16,82        |             |             |
|                                                    | Jean-Bernard Gramunt | Verts          | 1 170        | 10,72        |             |             |
|                                                    | Alain Le Vot         | PCF            | 990          | 9,07         |             |             |
|                                                    | Gérard Dantan        | FN             | 838          | 7,68         |             |             |
|                                                    |                      |                |              |              |             |             |
| Inscrits                                           | Inscrits             | Inscrits       | 32 180       | 100,00       | 32 179      | 100,00      |
| Abstentions                                        | Abstentions          | Abstentions    | 20 953       | 65,12        | 21 861      | 67,93       |
| Votants                                            | Votants              | Votants        | 11 227       | 34,88        | 10 318      | 32,06       |
| Blancs ou nuls                                     | Blancs ou nuls       | Blancs ou nuls | 313          | 2,79         | 477         | 4,62        |
| Exprimés                                           | Exprimés             | Exprimés       | 10 914       | 97,21        | 9 841       | 95,38       |
| Source : Le Monde, éditions des 16 et 24 mars 1999 |                      |                |              |              |             |             |

### Canton de Lille-Centre(Nord)
| Candidat                                           | Candidat            | Parti          | Premier tour | Premier tour | Second tour | Second tour |
| Candidat                                           | Candidat            | Parti          | Voix         | %            | Voix        | %           |
| -------------------------------------------------- | ------------------- | -------------- | ------------ | ------------ | ----------- | ----------- |
|                                                    | Christian Decocq    | DVD (ex-RPR)   | 927          | 40,66        | 1 414       | 56,45       |
|                                                    | Marc Bodiot         | PS             | 703          | 30,83        | 1 091       | 43,55       |
|                                                    | Éric Quiquet        | Verts          | 190          | 8,33         |             |             |
|                                                    | Philippe Bernard    | FN             | 189          | 8,29         |             |             |
|                                                    | Françoise Henaut    | PCF            | 129          | 5,66         |             |             |
|                                                    | Jacques Poissonnier | DIV            | 142          | 6,23         |             |             |
|                                                    | Alain Bienvenu      | RPR            | 0            | 0,00         |             |             |
|                                                    |                     |                |              |              |             |             |
| Inscrits                                           | Inscrits            | Inscrits       | 10 368       | 100,00       | 10 368      | 100,00      |
| Abstentions                                        | Abstentions         | Abstentions    | 8 030        | 77,45        | 7 744       | 74,69       |
| Votants                                            | Votants             | Votants        | 2 338        | 22,55        | 2 624       | 25,31       |
| Blancs ou nuls                                     | Blancs ou nuls      | Blancs ou nuls | 58           | 2,48         | 119         | 4,53        |
| Exprimés                                           | Exprimés            | Exprimés       | 2 280        | 97,52        | 2 505       | 95,46       |
| Source : Le Monde, éditions des 24 et 30 mars 1999 |                     |                |              |              |             |             |

### Canton de Paimbœuf(Loire-Atlantique)
| Candidat                                           | Candidat              | Parti          | Premier tour | Premier tour | Second tour | Second tour |
| Candidat                                           | Candidat              | Parti          | Voix         | %            | Voix        | %           |
| -------------------------------------------------- | --------------------- | -------------- | ------------ | ------------ | ----------- | ----------- |
|                                                    | Yanick Lebeaupin      | PS             | 1 672        | 35,55        | 3 008       | 61,95       |
|                                                    | Christian Renaudineau | DVD            | 904          | 19,22        | 1 847       | 38,04       |
|                                                    | Françoise Pigeon      | RPR            | 720          | 15,31        |             |             |
|                                                    | Philippe Caillaud     | UDF            | 430          | 9,14         |             |             |
|                                                    | Étienne Chauvin       | DVG            | 383          | 8,14         |             |             |
|                                                    | Robert Mabileau       | MDC            | 327          | 6,95         |             |             |
|                                                    | Paul Dubois           | FN             | 128          | 2,72         |             |             |
|                                                    | Jean-Noël Murati      | PCF            | 121          | 2,57         |             |             |
|                                                    | Philippe Bonnet       | Emgann         | 17           | 0,36         |             |             |
|                                                    |                       |                |              |              |             |             |
| Inscrits                                           | Inscrits              | Inscrits       | 9 233        | 100,00       | 9 233       | 100,00      |
| Abstentions                                        | Abstentions           | Abstentions    | 4 381        | 47,45        | 4 117       | 44,59       |
| Votants                                            | Votants               | Votants        | 4 852        | 52,55        | 5 116       | 55,41       |
| Blancs ou nuls                                     | Blancs ou nuls        | Blancs ou nuls | 150          | 3,09         | 261         | 5,10        |
| Exprimés                                           | Exprimés              | Exprimés       | 4 702        | 96,91        | 4 855       | 94,90       |
| Source : Le Monde, éditions des 24 et 30 mars 1999 |                       |                |              |              |             |             |

### Canton de Craonne(Aisne)
|                                             | Philippe Malpezzi | UDF            | 1 328 | 57,54  |  |  |
|                                             | François Cureau   | PCF            | 440   | 19,06  |  |  |
|                                             | Gilbert Lantsoght | PS             | 414   | 17,94  |  |  |
|                                             | Gilbert Sebbe     | FN             | 126   | 5,46   |  |  |
|                                             |                   |                |       |        |  |  |
| Inscrits                                    | Inscrits          | Inscrits       | 3 957 | 100,00 |  |  |
| Abstentions                                 | Abstentions       | Abstentions    | 1 538 | 38,87  |  |  |
| Votants                                     | Votants           | Votants        | 2 419 | 61,13  |  |  |
| Blancs ou nuls                              | Blancs ou nuls    | Blancs ou nuls | 111   | 4,59   |  |  |
| Exprimés                                    | Exprimés          | Exprimés       | 2 308 | 95,41  |  |  |
| Source : Le Monde, édition du 21 avril 1999 |                   |                |       |        |  |  |

### Canton de Cloyes-sur-le-Loir(Eure-et-Loir)
| Candidat                                            | Candidat               | Parti          | Premier tour | Premier tour | Second tour | Second tour |
| Candidat                                            | Candidat               | Parti          | Voix         | %            | Voix        | %           |
| --------------------------------------------------- | ---------------------- | -------------- | ------------ | ------------ | ----------- | ----------- |
|                                                     | Claude Térouinard      | DVD (UDF)      | 1 810        | 46,28        | 2 577       | 100,00      |
|                                                     | Jean-Yves Deballon     | DVD            | 635          | 16,24        | Retrait     | Retrait     |
|                                                     | Serge Langlais         | DVG            | 532          | 13,60        |             |             |
|                                                     | Madeleine Mathurin     | DVD            | 425          | 10,87        |             |             |
|                                                     | Evelyne Alby           | FN-UF          | 241          | 6,16         |             |             |
|                                                     | Jean-Pierre Le Touzo   | PCF            | 164          | 4,19         |             |             |
|                                                     | Jean-Marie Eoche-Duval | DIV            | 104          | 2,66         |             |             |
|                                                     |                        |                |              |              |             |             |
| Inscrits                                            | Inscrits               | Inscrits       | 7 275        | 100,00       | 7 275       | 100,00      |
| Abstentions                                         | Abstentions            | Abstentions    | 3 261        | 44,82        | 4 214       | 57,92       |
| Votants                                             | Votants                | Votants        | 4 014        | 55,18        | 3 061       | 42,08       |
| Blancs ou nuls                                      | Blancs ou nuls         | Blancs ou nuls | 103          | 2,56         | 484         | 15,81       |
| Exprimés                                            | Exprimés               | Exprimés       | 3 911        | 97,43        | 2 577       | 84,19       |
| Source : Le Monde, éditions des 21 et 27 avril 1999 |                        |                |              |              |             |             |

### Canton de Toucy(Yonne)
| Candidat                                               | Candidat                       | Parti          | Premier tour | Premier tour | Second tour | Second tour |
| Candidat                                               | Candidat                       | Parti          | Voix         | %            | Voix        | %           |
| ------------------------------------------------------ | ------------------------------ | -------------- | ------------ | ------------ | ----------- | ----------- |
|                                                        | Pascal Bourgeois               | DL             | 711          | 23,08        | 1 428       | 51,31       |
|                                                        | Serge Breuillé                 | DIV            | 552          | 17,92        | 1 355       | 48,69       |
|                                                        | Marc Picot                     | PS             | 448          | 14,54        |             |             |
|                                                        | Hugues Crémaschi               | DVG            | 390          | 12,66        |             |             |
|                                                        | Jean-Philippe Saulnier-Arrighi | RPR            | 340          | 11,04        |             |             |
|                                                        | Claude Bailly                  | PCF            | 311          | 10,09        |             |             |
|                                                        | Lionel Gautier de Lahaut       | FN-UF          | 186          | 6,04         |             |             |
|                                                        | Chantal Doukhar                | Verts          | 143          | 4,64         |             |             |
|                                                        |                                |                |              |              |             |             |
| Inscrits                                               | Inscrits                       | Inscrits       | 6 831        | 100,00       | 6 828       | 100,00      |
| Abstentions                                            | Abstentions                    | Abstentions    | 3 633        | 53,18        | 3 590       | 52,58       |
| Votants                                                | Votants                        | Votants        | 3 198        | 46,82        | 3 238       | 47,42       |
| Blancs ou nuls                                         | Blancs ou nuls                 | Blancs ou nuls | 117          | 3,66         | 455         | 14,05       |
| Exprimés                                               | Exprimés                       | Exprimés       | 3 081        | 96,34        | 2 783       | 85,95       |
| Source : Le Monde, éditions des 27 avril et 4 mai 1999 |                                |                |              |              |             |             |

### Canton de Cahors-Nord-Est(Lot)
| Candidat                                         | Candidat         | Parti          | Premier tour | Premier tour | Second tour | Second tour |
| Candidat                                         | Candidat         | Parti          | Voix         | %            | Voix        | %           |
| ------------------------------------------------ | ---------------- | -------------- | ------------ | ------------ | ----------- | ----------- |
|                                                  | Michel Roumégoux | UDF            | 848          | 44,47        | 1 195       | 53,09       |
|                                                  | Bernard Delpech  | PS             | 682          | 35,76        | 1 056       | 46,91       |
|                                                  | Marie Piqué      | PCF            | 183          | 9,60         |             |             |
|                                                  | Lounis Bourad    | Verts          | 116          | 6,08         |             |             |
|                                                  | Honoré Constant  | FN-UF          | 78           | 4,09         |             |             |
|                                                  |                  |                |              |              |             |             |
| Inscrits                                         | Inscrits         | Inscrits       | 5 020        | 100,00       | 5 020       | 100,00      |
| Abstentions                                      | Abstentions      | Abstentions    | 3 036        | 60,48        | 2 641       | 52,61       |
| Votants                                          | Votants          | Votants        | 1 984        | 39,52        | 2 379       | 47,39       |
| Blancs ou nuls                                   | Blancs ou nuls   | Blancs ou nuls | 77           | 3,88         | 128         | 5,38        |
| Exprimés                                         | Exprimés         | Exprimés       | 1 907        | 96,12        | 2 251       | 94,62       |
| Source : Le Monde, éditions des 4 et 12 mai 1999 |                  |                |              |              |             |             |

### Canton de Génolhac(Gard)
| Candidat                                         | Candidat            | Parti          | Premier tour | Premier tour | Second tour | Second tour |
| Candidat                                         | Candidat            | Parti          | Voix         | %            | Voix        | %           |
| ------------------------------------------------ | ------------------- | -------------- | ------------ | ------------ | ----------- | ----------- |
|                                                  | Guy Laganier        | PCF            | 784          | 36,93        | 1 076       | 49,77       |
|                                                  | Jean-Louis Munoz    | DVG            | 477          | 22,47        | 653         | 30,20       |
|                                                  | Roger Bacon         | DVD            | 393          | 18,51        | 433         | 20,03       |
|                                                  | Jean-Pierre Olivier | PS             | 371          | 17,48        | Retrait     | Retrait     |
|                                                  | Rémy Marec          | FN-MN          | 50           | 2,36         |             |             |
|                                                  | Jean-Marie Roux     | DVD            | 48           | 2,26         |             |             |
|                                                  |                     |                |              |              |             |             |
| Inscrits                                         | Inscrits            | Inscrits       | 3 373        | 100,00       | 3 373       | 100,00      |
| Abstentions                                      | Abstentions         | Abstentions    | 1 177        | 34,89        | 1 128       | 33,44       |
| Votants                                          | Votants             | Votants        | 2 196        | 65,11        | 2 245       | 66,56       |
| Blancs ou nuls                                   | Blancs ou nuls      | Blancs ou nuls | 73           | 3,32         | 83          | 3,70        |
| Exprimés                                         | Exprimés            | Exprimés       | 2 123        | 96,67        | 2 162       | 96,30       |
| Source : Le Monde, éditions des 4 et 12 mai 1999 |                     |                |              |              |             |             |

### Canton de Villefranche-de-Lonchat(Dordogne)
|                                           | Emmanuel Espanol   | MDC            | 1 027 | 50,94  |  |  |
|                                           | Marcel Lesbeguerie | DVD            | 930   | 46,13  |  |  |
|                                           | Georges Metelle    | PS (diss.)     | 59    | 2,93   |  |  |
|                                           |                    |                |       |        |  |  |
| Inscrits                                  | Inscrits           | Inscrits       | 3 447 | 100,00 |  |  |
| Abstentions                               | Abstentions        | Abstentions    | 1 330 | 38,58  |  |  |
| Votants                                   | Votants            | Votants        | 2 117 | 61,42  |  |  |
| Blancs ou nuls                            | Blancs ou nuls     | Blancs ou nuls | 101   | 4,77   |  |  |
| Exprimés                                  | Exprimés           | Exprimés       | 2 016 | 95,23  |  |  |
| Source : Le Monde, édition du 12 mai 1999 |                    |                |       |        |  |  |

### Canton de Boos(Seine-Maritime)
| Candidat                                          | Candidat          | Parti          | Premier tour | Premier tour | Second tour | Second tour |
| Candidat                                          | Candidat          | Parti          | Voix         | %            | Voix        | %           |
| ------------------------------------------------- | ----------------- | -------------- | ------------ | ------------ | ----------- | ----------- |
|                                                   | Michel Jeanne     | PS             | 1 999        | 22,42        | 4 385       | 48,99       |
|                                                   | Philippe Leroy    | UDF            | 1 939        | 21,74        | 4 566       | 51,01       |
|                                                   | Armelle Dersy     | UDF            | 1 866        | 20,92        |             |             |
|                                                   | Philippe Vue      | Verts          | 1 217        | 13,65        |             |             |
|                                                   | Philippe Guilliot | PCF            | 794          | 8,90         |             |             |
|                                                   | Josette Bossard   | FN-MN          | 591          | 6,63         |             |             |
|                                                   | Nicolas Denis     | LD             | 512          | 5,74         |             |             |
|                                                   |                   |                |              |              |             |             |
| Inscrits                                          | Inscrits          | Inscrits       | 25 624       | 100,00       | 25 625      | 100,00      |
| Abstentions                                       | Abstentions       | Abstentions    | 16 436       | 64,14        | 16 106      | 62,85       |
| Votants                                           | Votants           | Votants        | 9 188        | 35,86        | 9 519       | 37,15       |
| Blancs ou nuls                                    | Blancs ou nuls    | Blancs ou nuls | 270          | 2,94         | 568         | 5,97        |
| Exprimés                                          | Exprimés          | Exprimés       | 8 918        | 97,06        | 8 951       | 94,03       |
| Source : Le Monde, éditions des 12 et 18 mai 1999 |                   |                |              |              |             |             |

### Canton d'Uzès(Gard)
| Candidat                                           | Candidat          | Parti          | Premier tour | Premier tour | Second tour | Second tour |
| Candidat                                           | Candidat          | Parti          | Voix         | %            | Voix        | %           |
| -------------------------------------------------- | ----------------- | -------------- | ------------ | ------------ | ----------- | ----------- |
|                                                    | Jean-Luc Chapon   | UDF            | 3 275        | 42,62        | 4 044       | 53,46       |
|                                                    | Alain Taissère    | PS             | 2 628        | 34,20        | 3 520       | 46,54       |
|                                                    | Bernard Rieu      | PCF            | 659          | 8,58         |             |             |
|                                                    | Nadine Nègre      | Verts          | 570          | 7,42         |             |             |
|                                                    | François Bonnieux | FN             | 375          | 4,88         |             |             |
|                                                    | Marie-Josée Cros  | MN             | 178          | 2,32         |             |             |
|                                                    |                   |                |              |              |             |             |
| Inscrits                                           | Inscrits          | Inscrits       | 12 861       | 100,00       | 12 861      | 100,00      |
| Abstentions                                        | Abstentions       | Abstentions    | 4 815        | 37,44        | 4 877       | 37,92       |
| Votants                                            | Votants           | Votants        | 8 046        | 62,56        | 7 984       | 62,08       |
| Blancs ou nuls                                     | Blancs ou nuls    | Blancs ou nuls | 361          | 4,48         | 420         | 5,26        |
| Exprimés                                           | Exprimés          | Exprimés       | 7 685        | 95,51        | 7 564       | 94,74       |
| Source : Le Monde, éditions des 15 et 23 juin 1999 |                   |                |              |              |             |             |

### Canton de Chaource(Aube)
|                                            | Jean Pouillot        | DVD (UDF)      | 1 195 | 51,93  |  |  |
|                                            | Pierre Descaves      | PS             | 369   | 16,04  |  |  |
|                                            | Claude Vial          | DVD            | 359   | 15,60  |  |  |
|                                            | Jacky Enfert         | RPR            | 266   | 11,56  |  |  |
|                                            | Dominique Lafontaine | PCF            | 112   | 4,87   |  |  |
|                                            |                      |                |       |        |  |  |
| Inscrits                                   | Inscrits             | Inscrits       | 3 712 | 100,00 |  |  |
| Abstentions                                | Abstentions          | Abstentions    | 1 317 | 35,48  |  |  |
| Votants                                    | Votants              | Votants        | 2 395 | 64,52  |  |  |
| Blancs ou nuls                             | Blancs ou nuls       | Blancs ou nuls | 94    | 3,92   |  |  |
| Exprimés                                   | Exprimés             | Exprimés       | 2 301 | 96,07  |  |  |
| Source : Le Monde, édition du 23 juin 1999 |                      |                |       |        |  |  |

### Canton de Montredon-Labessonnié(Tarn)
|                                            | Yvan Aussenac *   | RPR            | 850   | 50,90  |  |  |
|                                            | Michel Delsaux    | DVG            | 726   | 43,47  |  |  |
|                                            | André Bousquet    | DVD            | 51    | 3,05   |  |  |
|                                            | Francisco Banegil | PCF            | 43    | 2,57   |  |  |
|                                            |                   |                |       |        |  |  |
| Inscrits                                   | Inscrits          | Inscrits       | 2 143 | 100,00 |  |  |
| Abstentions                                | Abstentions       | Abstentions    | 367   | 17,13  |  |  |
| Votants                                    | Votants           | Votants        | 1 776 | 82,87  |  |  |
| Blancs ou nuls                             | Blancs ou nuls    | Blancs ou nuls | 106   | 5,97   |  |  |
| Exprimés                                   | Exprimés          | Exprimés       | 1 670 | 94,03  |  |  |
| Source : Le Monde, édition du 23 juin 1999 |                   |                |       |        |  |  |

### Canton d'Anglet-Sud(Pyrénees-Atlantiques)
| Candidat                                           | Candidat               | Parti          | Premier tour | Premier tour | Second tour | Second tour |
| Candidat                                           | Candidat               | Parti          | Voix         | %            | Voix        | %           |
| -------------------------------------------------- | ---------------------- | -------------- | ------------ | ------------ | ----------- | ----------- |
|                                                    | Bernard Gimenez        | UDF            | 1 823        | 33,28        | 2 864       | 54,34       |
|                                                    | Guy Mondorge           | PS             | 1 304        | 23,81        | 2 407       | 45,66       |
|                                                    | Jean-Michel Barate     | RPR            | 1 148        | 20,96        |             |             |
|                                                    | Françoise Côme         | Verts          | 452          | 8,25         |             |             |
|                                                    | Jean-Jacques Doyhenart | PCF            | 271          | 4,95         |             |             |
|                                                    | Manex Goyhenetche      | AB             | 209          | 3,82         |             |             |
|                                                    | Henri Rupert           | FN             | 169          | 3,09         |             |             |
|                                                    | Ramuntxo Camblong      | EAJ-PNB        | 101          | 1,84         |             |             |
|                                                    |                        |                |              |              |             |             |
| Inscrits                                           | Inscrits               | Inscrits       | 14 392       | 100,00       | 14 392      | 100,00      |
| Abstentions                                        | Abstentions            | Abstentions    | 8 805        | 61,18        | 8 811       | 61,22       |
| Votants                                            | Votants                | Votants        | 5 587        | 38,82        | 5 581       | 38,78       |
| Blancs ou nuls                                     | Blancs ou nuls         | Blancs ou nuls | 110          | 1,97         | 310         | 5,55        |
| Exprimés                                           | Exprimés               | Exprimés       | 5 477        | 98,03        | 5 271       | 94,44       |
| Source : Le Monde, éditions des 23 et 30 juin 1999 |                        |                |              |              |             |             |

### Canton de Narbonne-Sud(Aude)
| Candidat                                           | Candidat              | Parti          | Premier tour | Premier tour | Second tour | Second tour |
| Candidat                                           | Candidat              | Parti          | Voix         | %            | Voix        | %           |
| -------------------------------------------------- | --------------------- | -------------- | ------------ | ------------ | ----------- | ----------- |
|                                                    | Robert Déjean         | DVD            | 1 981        | 45,57        | 2 781       | 65,39       |
|                                                    | Tristan Lamy          | PS             | 896          | 20,61        | 1 472       | 34,61       |
|                                                    | Alain Madalle         | RPR            | 607          | 13,96        |             |             |
|                                                    | Jean-Pierre Maisterra | PCF            | 342          | 7,87         |             |             |
|                                                    | Maryse Arditi         | Verts          | 299          | 6,88         |             |             |
|                                                    | Jean-Pierre Nadal     | FN             | 222          | 5,11         |             |             |
|                                                    |                       |                |              |              |             |             |
| Inscrits                                           | Inscrits              | Inscrits       | 10 963       | 100,00       | 10 963      | 100,00      |
| Abstentions                                        | Abstentions           | Abstentions    | 6 464        | 58,96        | 6 435       | 58,70       |
| Votants                                            | Votants               | Votants        | 4 499        | 41,04        | 4 528       | 41,30       |
| Blancs ou nuls                                     | Blancs ou nuls        | Blancs ou nuls | 152          | 3,38         | 275         | 6,07        |
| Exprimés                                           | Exprimés              | Exprimés       | 4 347        | 96,62        | 4 253       | 93,93       |
| Source : Le Monde, éditions des 23 et 30 juin 1999 |                       |                |              |              |             |             |

### Canton de La Rochelle-VI(Charente-Maritime)
| Candidat                                           | Candidat            | Parti          | Premier tour | Premier tour | Second tour | Second tour |
| Candidat                                           | Candidat            | Parti          | Voix         | %            | Voix        | %           |
| -------------------------------------------------- | ------------------- | -------------- | ------------ | ------------ | ----------- | ----------- |
|                                                    | Joseph Mallet       | PRG            | 768          | 35,31        | 944         | 50,37       |
|                                                    | Juliette Libert     | PCF            | 684          | 31,45        | 930         | 49,63       |
|                                                    | Dominique Priollaud | DL             | 384          | 17,66        |             |             |
|                                                    | Alain Bucherie      | Verts          | 254          | 11,68        |             |             |
|                                                    | Gilles Brédillot    | FN             | 85           | 3,91         |             |             |
|                                                    |                     |                |              |              |             |             |
| Inscrits                                           | Inscrits            | Inscrits       | 7 684        | 100,00       | 7 684       | 100,00      |
| Abstentions                                        | Abstentions         | Abstentions    | 5 461        | 71,07        | 5 695       | 74,12       |
| Votants                                            | Votants             | Votants        | 2 223        | 28,93        | 1 989       | 25,88       |
| Blancs ou nuls                                     | Blancs ou nuls      | Blancs ou nuls | 48           | 2,16         | 115         | 5,78        |
| Exprimés                                           | Exprimés            | Exprimés       | 2 175        | 97,84        | 1 874       | 94,22       |
| Source : Le Monde, éditions des 23 et 30 juin 1999 |                     |                |              |              |             |             |

### Canton de Saint-Genix-sur-Guiers(Savoie)
| Candidat                                              | Candidat               | Parti          | Premier tour | Premier tour | Second tour | Second tour |
| Candidat                                              | Candidat               | Parti          | Voix         | %            | Voix        | %           |
| ----------------------------------------------------- | ---------------------- | -------------- | ------------ | ------------ | ----------- | ----------- |
|                                                       | Gaston Arthaud-Berthet | DVD (UPS)      | 913          | 51,03        | 1 144       | 57,09       |
|                                                       | Joël Primard           | DVG (PS)       | 663          | 37,06        | 860         | 42,91       |
|                                                       | Danièle Perdigues      | PCF            | 99           | 5,53         |             |             |
|                                                       | René Bonillo           | FN             | 48           | 2,68         |             |             |
|                                                       | Guy Carlassare         | REG            | 34           | 1,90         |             |             |
|                                                       | Jean-Pierre Massait    | REG            | 18           | 1,01         |             |             |
|                                                       | Robert Sibuet          | REG            | 14           | 0,78         |             |             |
|                                                       |                        |                |              |              |             |             |
| Inscrits                                              | Inscrits               | Inscrits       | 3 815        | 100,00       | 3 815       | 100,00      |
| Abstentions                                           | Abstentions            | Abstentions    | 1 984        | 52,01        | 1 767       | 46,32       |
| Votants                                               | Votants                | Votants        | 1 831        | 47,99        | 2 048       | 53,68       |
| Blancs ou nuls                                        | Blancs ou nuls         | Blancs ou nuls | 42           | 2,29         | 44          | 2,15        |
| Exprimés                                              | Exprimés               | Exprimés       | 1 789        | 97,70        | 2 004       | 97,85       |
| Source : Le Monde, éditions des 20 et 28 juillet 1999 |                        |                |              |              |             |             |

### Canton d'Amiens-VII (Sud-Ouest)(Somme)
| Candidat                                             | Candidat                | Parti          | Premier tour | Premier tour | Second tour | Second tour |
| Candidat                                             | Candidat                | Parti          | Voix         | %            | Voix        | %           |
| ---------------------------------------------------- | ----------------------- | -------------- | ------------ | ------------ | ----------- | ----------- |
|                                                      | Marc Thuilot            | RPR            | 1 419        | 47,81        | 1 788       | 53,23       |
|                                                      | Éliane Gillet-Miannay * | PS             | 1 188        | 40,03        | 1 571       | 46,77       |
|                                                      | Raynald Brasseur        | FN             | 192          | 6,47         |             |             |
|                                                      | Marie-Claire Rousselle  | MN             | 85           | 2,86         |             |             |
|                                                      | Renaud Warin            | LCR            | 84           | 2,83         |             |             |
|                                                      |                         |                |              |              |             |             |
| Inscrits                                             | Inscrits                | Inscrits       | 11 561       | 100,00       | 11 551      | 100,00      |
| Abstentions                                          | Abstentions             | Abstentions    | 8 506        | 73,57        | 8 049       | 69,68       |
| Votants                                              | Votants                 | Votants        | 3 055        | 26,43        | 3 502       | 30,32       |
| Blancs ou nuls                                       | Blancs ou nuls          | Blancs ou nuls | 87           | 2,85         | 143         | 4,08        |
| Exprimés                                             | Exprimés                | Exprimés       | 2 968        | 97,15        | 3 359       | 95,92       |
| Source : Le Monde, éditions des 5 et 12 octobre 1999 |                         |                |              |              |             |             |

### Canton de Trévoux(Ain)
| Candidat                                             | Candidat                   | Parti          | Premier tour | Premier tour | Second tour | Second tour |
| Candidat                                             | Candidat                   | Parti          | Voix         | %            | Voix        | %           |
| ---------------------------------------------------- | -------------------------- | -------------- | ------------ | ------------ | ----------- | ----------- |
|                                                      | Paul Colombel              | RPR            | 1 577        | 43,94        | 2 077       | 49,87       |
|                                                      | Patrick Rousset            | DVG            | 1 516        | 42,24        | 2 088       | 50,13       |
|                                                      | Jean-Loup de La Cheisserie | FN             | 228          | 6,35         |             |             |
|                                                      | Pascal Heurtier            | Verts          | 125          | 3,48         |             |             |
|                                                      | Jacques Wahl               | MN             | 74           | 2,06         |             |             |
|                                                      | Monique Bouhab             | PCF            | 69           | 1,92         |             |             |
|                                                      |                            |                |              |              |             |             |
| Inscrits                                             | Inscrits                   | Inscrits       | 10 161       | 100,00       | 10 161      | 100,00      |
| Abstentions                                          | Abstentions                | Abstentions    | 6 488        | 63,85        | 5 899       | 58,06       |
| Votants                                              | Votants                    | Votants        | 3 673        | 36,15        | 4 262       | 41,94       |
| Blancs ou nuls                                       | Blancs ou nuls             | Blancs ou nuls | 84           | 2,28         | 97          | 2,27        |
| Exprimés                                             | Exprimés                   | Exprimés       | 3 589        | 97,71        | 4 165       | 97,72       |
| Source : Le Monde, éditions des 5 et 12 octobre 1999 |                            |                |              |              |             |             |

### Canton d'Anduze(Gard)
| Candidat                                              | Candidat          | Parti          | Premier tour | Premier tour | Second tour | Second tour |
| Candidat                                              | Candidat          | Parti          | Voix         | %            | Voix        | %           |
| ----------------------------------------------------- | ----------------- | -------------- | ------------ | ------------ | ----------- | ----------- |
|                                                       | Félix Bonnal      | DIV            | 972          | 31,10        | 1 889       | 58,11       |
|                                                       | Pierre Vidal      | PS             | 610          | 19,52        | 1 362       | 41,89       |
|                                                       | Geneviève Blanc   | Verts          | 485          | 15,52        |             |             |
|                                                       | Jacques Brousse   | DVG            | 434          | 13,89        |             |             |
|                                                       | Alain Viallet     | PCF            | 365          | 11,68        |             |             |
|                                                       | Roseline Martinez | FN             | 259          | 8,29         |             |             |
|                                                       |                   |                |              |              |             |             |
| Inscrits                                              | Inscrits          | Inscrits       | 7 469        | 100,00       | 7 469       | 100,00      |
| Abstentions                                           | Abstentions       | Abstentions    | 4 227        | 56,59        | 3 970       | 53,15       |
| Votants                                               | Votants           | Votants        | 3 242        | 43,41        | 3 499       | 46,85       |
| Blancs ou nuls                                        | Blancs ou nuls    | Blancs ou nuls | 117          | 3,61         | 248         | 7,09        |
| Exprimés                                              | Exprimés          | Exprimés       | 3 125        | 96,39        | 3 251       | 92,91       |
| Source : Le Monde, éditions des 19 et 26 octobre 1999 |                   |                |              |              |             |             |

### Canton de Nîmes-II(Gard)
| Candidat                                              | Candidat          | Parti          | Premier tour | Premier tour | Second tour | Second tour |
| Candidat                                              | Candidat          | Parti          | Voix         | %            | Voix        | %           |
| ----------------------------------------------------- | ----------------- | -------------- | ------------ | ------------ | ----------- | ----------- |
|                                                       | Alain Jourdan     | PCF            | 1 553        | 33,05        | 2 858       | 55,81       |
|                                                       | Joëlle Pélissier  | RPR            | 1 012        | 21,54        | 2 263       | 44,19       |
|                                                       | Bernard Finiel    | PS             | 847          | 18,03        |             |             |
|                                                       | Serge Martinez    | MN             | 560          | 11,92        |             |             |
|                                                       | Jean-Louis Bastid | FN             | 339          | 7,21         |             |             |
|                                                       | Christian Sunt    | Verts          | 223          | 4,75         |             |             |
|                                                       | Thierry Agnel     | DVD            | 165          | 3,51         |             |             |
|                                                       |                   |                |              |              |             |             |
| Inscrits                                              | Inscrits          | Inscrits       | 17 305       | 100,00       | 17 303      | 100,00      |
| Abstentions                                           | Abstentions       | Abstentions    | 12 495       | 72,20        | 11 869      | 68,60       |
| Votants                                               | Votants           | Votants        | 4 810        | 27,80        | 5 434       | 31,40       |
| Blancs ou nuls                                        | Blancs ou nuls    | Blancs ou nuls | 111          | 2,31         | 313         | 5,76        |
| Exprimés                                              | Exprimés          | Exprimés       | 4 699        | 97,69        | 5 121       | 94,24       |
| Source : Le Monde, éditions des 19 et 26 octobre 1999 |                   |                |              |              |             |             |

### Canton de Verdun-Centre(Meuse)
| Candidat                                              | Candidat               | Parti          | Premier tour | Premier tour | Second tour | Second tour |
| Candidat                                              | Candidat               | Parti          | Voix         | %            | Voix        | %           |
| ----------------------------------------------------- | ---------------------- | -------------- | ------------ | ------------ | ----------- | ----------- |
|                                                       | Arsène Lux             | RPF            | 377          | 22,93        | 759         | 41,91       |
|                                                       | Lucette Lamousse       | MDC            | 312          | 18,98        | 1 052       | 58,09       |
|                                                       | Irène Pergent          | UDF            | 257          | 15,63        |             |             |
|                                                       | Jean-François Thomas   | PS             | 219          | 13,32        |             |             |
|                                                       | Claudine Becq-Vinci    | RPR            | 219          | 13,32        |             |             |
|                                                       | Jean-Paul Meunier      | PCF            | 91           | 5,54         |             |             |
|                                                       | Claudine Beck          | Verts          | 74           | 4,50         |             |             |
|                                                       | Jean-François Blondeau | FN             | 56           | 3,41         |             |             |
|                                                       | Jean Franville         | ALT            | 39           | 2,37         |             |             |
|                                                       |                        |                |              |              |             |             |
| Inscrits                                              | Inscrits               | Inscrits       | 4 569        | 100,00       | 4 569       | 100,00      |
| Abstentions                                           | Abstentions            | Abstentions    | 2 862        | 62,64        | 2 684       | 58,74       |
| Votants                                               | Votants                | Votants        | 1 707        | 37,36        | 1 885       | 41,26       |
| Blancs ou nuls                                        | Blancs ou nuls         | Blancs ou nuls | 63           | 3,69         | 74          | 3,92        |
| Exprimés                                              | Exprimés               | Exprimés       | 1 644        | 96,31        | 1 811       | 96,07       |
| Source : Le Monde, éditions des 19 et 26 octobre 1999 |                        |                |              |              |             |             |

### Canton de Bourg-Saint-Maurice(Savoie)
| Candidat                                                      | Candidat            | Parti          | Premier tour | Premier tour | Second tour | Second tour |
| Candidat                                                      | Candidat            | Parti          | Voix         | %            | Voix        | %           |
| ------------------------------------------------------------- | ------------------- | -------------- | ------------ | ------------ | ----------- | ----------- |
|                                                               | Jacqueline Poletti  | RPR            | 1 307        | 38,92        | 1 762       | 50,92       |
|                                                               | Daniel Juglaret     | LS             | 1 030        | 30,67        | 1 698       | 49,08       |
|                                                               | Serge Cochet        | PS             | 572          | 17,03        |             |             |
|                                                               | Pierre Mont-Jovet   | IND            | 238          | 7,09         |             |             |
|                                                               | Marie-Claude Wicker | FN             | 117          | 3,48         |             |             |
|                                                               | Maurice Martinet    | EXD            | 49           | 1,46         |             |             |
|                                                               | Frédéric Berger     | DVD            | 30           | 0,89         |             |             |
|                                                               | Roger Sibuet        | DVD            | 15           | 0,45         |             |             |
|                                                               |                     |                |              |              |             |             |
| Inscrits                                                      | Inscrits            | Inscrits       | 9 975        | 100,00       | 9 975       | 100,00      |
| Abstentions                                                   | Abstentions         | Abstentions    | 6 479        | 64,95        | 6 256       | 62,72       |
| Votants                                                       | Votants             | Votants        | 3 496        | 35,05        | 3 719       | 37,28       |
| Blancs ou nuls                                                | Blancs ou nuls      | Blancs ou nuls | 138          | 3,95         | 259         | 6,96        |
| Exprimés                                                      | Exprimés            | Exprimés       | 3 358        | 96,05        | 3 460       | 93,03       |
| Source : Le Monde, éditions des 26 octobre et 2 novembre 1999 |                     |                |              |              |             |             |

### Canton d'Aigueperse(Puy-de-Dôme)
| Candidat                                               | Candidat                    | Parti          | Premier tour | Premier tour | Second tour | Second tour |
| Candidat                                               | Candidat                    | Parti          | Voix         | %            | Voix        | %           |
| ------------------------------------------------------ | --------------------------- | -------------- | ------------ | ------------ | ----------- | ----------- |
|                                                        | Luc Chaput                  | UDF            | 1 259        | 43,82        | 1 841       | 53,10       |
|                                                        | Gilbert Petitalot           | PS             | 1 202        | 41,84        | 1 626       | 46,90       |
|                                                        | Christian Jaffeux           | PCF            | 301          | 10,48        |             |             |
|                                                        | Jean-Claude Lalanne de Haut | FN             | 72           | 2,51         |             |             |
|                                                        | François Barrière           | MNR            | 39           | 1,36         |             |             |
|                                                        |                             |                |              |              |             |             |
| Inscrits                                               | Inscrits                    | Inscrits       | 5 565        | 100,00       | 5 564       | 100,00      |
| Abstentions                                            | Abstentions                 | Abstentions    | 2 553        | 45,88        | 1 961       | 35,24       |
| Votants                                                | Votants                     | Votants        | 3 012        | 54,12        | 3 603       | 64,76       |
| Blancs ou nuls                                         | Blancs ou nuls              | Blancs ou nuls | 139          | 4,61         | 136         | 3,77        |
| Exprimés                                               | Exprimés                    | Exprimés       | 2 873        | 95,38        | 3 467       | 96,22       |
| Source : Le Monde, éditions des 24 et 30 novembre 1999 |                             |                |              |              |             |             |

### Canton de Bar-le-Duc-Sud(Meuse)
| Candidat                                               | Candidat          | Parti          | Premier tour | Premier tour | Second tour | Second tour |
| Candidat                                               | Candidat          | Parti          | Voix         | %            | Voix        | %           |
| ------------------------------------------------------ | ----------------- | -------------- | ------------ | ------------ | ----------- | ----------- |
|                                                        | Gérard Abbas      | UDF            | 685          | 28,87        | 1 305       | 50,41       |
|                                                        | Gérard Machline   | PS             | 593          | 24,99        | 1 284       | 49,59       |
|                                                        | Jean Parent       | DVD            | 349          | 14,71        |             |             |
|                                                        | Pascal Menoux     | Verts (app.)   | 301          | 12,68        |             |             |
|                                                        | Sylvain Bertrand  | DVG            | 216          | 9,10         |             |             |
|                                                        | Gérard Sangnier   | FN             | 81           | 3,41         |             |             |
|                                                        | Yannick Fischer   | PCF            | 77           | 3,24         |             |             |
|                                                        | Paulette Geoffroy | MNR            | 71           | 2,99         |             |             |
|                                                        |                   |                |              |              |             |             |
| Inscrits                                               | Inscrits          | Inscrits       | 7 026        | 100,00       | 7 026       | 100,00      |
| Abstentions                                            | Abstentions       | Abstentions    | 4 582        | 65,21        | 4 282       | 60,95       |
| Votants                                                | Votants           | Votants        | 2 444        | 34,79        | 2 744       | 39,05       |
| Blancs ou nuls                                         | Blancs ou nuls    | Blancs ou nuls | 71           | 2,90         | 155         | 5,65        |
| Exprimés                                               | Exprimés          | Exprimés       | 2 373        | 97,09        | 2 589       | 94,35       |
| Source : Le Monde, éditions des 24 et 30 novembre 1999 |                   |                |              |              |             |             |

### Canton de Mennecy(Essonne)
| Candidat                                               | Candidat           | Parti          | Premier tour | Premier tour | Second tour | Second tour |
| Candidat                                               | Candidat           | Parti          | Voix         | %            | Voix        | %           |
| ------------------------------------------------------ | ------------------ | -------------- | ------------ | ------------ | ----------- | ----------- |
|                                                        | Elisabeth Doussain | PS             | 1 647        | 27,27        | 3 415       | 50,51       |
|                                                        | Joël Monnier       | DVD            | 1 049        | 17,37        | 3 346       | 49,49       |
|                                                        | Patrick Imbert     | UDF            | 857          | 14,19        |             |             |
|                                                        | Alain Coste        | Verts          | 636          | 10,53        |             |             |
|                                                        | Gérard Hébert      | RPR            | 617          | 10,22        |             |             |
|                                                        | Hubert de Mesmay   | FN             | 508          | 8,41         |             |             |
|                                                        | Patrick Muller     | PCF            | 499          | 8,26         |             |             |
|                                                        | Michèle Sakoschek  | MNR            | 227          | 3,76         |             |             |
|                                                        |                    |                |              |              |             |             |
| Inscrits                                               | Inscrits           | Inscrits       | 21 745       | 100,00       | 21 745      | 100,00      |
| Abstentions                                            | Abstentions        | Abstentions    | 15 471       | 71,15        | 14 506      | 66,71       |
| Votants                                                | Votants            | Votants        | 6 274        | 28,85        | 7 239       | 33,29       |
| Blancs ou nuls                                         | Blancs ou nuls     | Blancs ou nuls | 234          | 3,73         | 478         | 6,60        |
| Exprimés                                               | Exprimés           | Exprimés       | 6 040        | 96,27        | 6 761       | 93,40       |
| Source : Le Monde, éditions des 23 et 30 novembre 1999 |                    |                |              |              |             |             |

### Canton de Tarascon(Bouches-du-Rhône)
| Candidat                                               | Candidat            | Parti          | Premier tour | Premier tour | Second tour | Second tour |
| Candidat                                               | Candidat            | Parti          | Voix         | %            | Voix        | %           |
| ------------------------------------------------------ | ------------------- | -------------- | ------------ | ------------ | ----------- | ----------- |
|                                                        | Thérèse Aillaud *   | RPR            | 2 217        | 46,36        | 3 157       | 57,92       |
|                                                        | Jean-Louis Auvergne | PS             | 1 524        | 31,87        | 2 294       | 42,08       |
|                                                        | Georges Bouillard   | FN             | 475          | 9,93         |             |             |
|                                                        | Alain Legout        | DVD            | 368          | 7,70         |             |             |
|                                                        | Lucas Moreno        | MNR            | 198          | 4,14         |             |             |
|                                                        |                     |                |              |              |             |             |
| Inscrits                                               | Inscrits            | Inscrits       | 11 539       | 100,00       | 11 539      | 100,00      |
| Abstentions                                            | Abstentions         | Abstentions    | 6 514        | 56,45        | 5 606       | 48,58       |
| Votants                                                | Votants             | Votants        | 5 025        | 43,55        | 5 933       | 51,42       |
| Blancs ou nuls                                         | Blancs ou nuls      | Blancs ou nuls | 243          | 4,83         | 482         | 8,12        |
| Exprimés                                               | Exprimés            | Exprimés       | 4 782        | 95,16        | 5 451       | 91,87       |
| Source : Le Monde, éditions des 24 et 30 novembre 1999 |                     |                |              |              |             |             |

### Canton de Villeneuve-la-Garenne(Hauts-de-Seine)
| Candidat                                               | Candidat                | Parti          | Premier tour | Premier tour | Second tour | Second tour |
| Candidat                                               | Candidat                | Parti          | Voix         | %            | Voix        | %           |
| ------------------------------------------------------ | ----------------------- | -------------- | ------------ | ------------ | ----------- | ----------- |
|                                                        | Alain-Bernard Boulanger | DVD            | 2 137        | 49,66        | 2 824       | 65,90       |
|                                                        | Gabriel Massou          | PCF            | 892          | 20,73        | 1 461       | 34,10       |
|                                                        | Jean-Yves Le Gallou     | MNR            | 584          | 13,57        |             |             |
|                                                        | Arnaud Péricard         | PS             | 362          | 8,41         |             |             |
|                                                        | Alain Gallais           | FN             | 146          | 3,39         |             |             |
|                                                        | Alain Rouat             | Verts          | 119          | 2,77         |             |             |
|                                                        | Erick Chatenet          | MDC            | 63           | 1,46         |             |             |
|                                                        |                         |                |              |              |             |             |
| Inscrits                                               | Inscrits                | Inscrits       | 11 348       | 100,00       | 11 348      | 100,00      |
| Abstentions                                            | Abstentions             | Abstentions    | 6 981        | 61,52        | 6 947       | 61,22       |
| Votants                                                | Votants                 | Votants        | 4 367        | 38,48        | 4 401       | 38,78       |
| Blancs ou nuls                                         | Blancs ou nuls          | Blancs ou nuls | 64           | 1,46         | 116         | 2,63        |
| Exprimés                                               | Exprimés                | Exprimés       | 4 303        | 98,53        | 4 285       | 97,36       |
| Source : Le Monde, éditions des 23 et 30 novembre 1999 |                         |                |              |              |             |             |

### Canton de Lattes(Hérault)
| Candidat                                                       | Candidat               | Parti          | Premier tour | Premier tour | Second tour | Second tour |
| Candidat                                                       | Candidat               | Parti          | Voix         | %            | Voix        | %           |
| -------------------------------------------------------------- | ---------------------- | -------------- | ------------ | ------------ | ----------- | ----------- |
|                                                                | Albert Édouard         | DVD            | 1 708        | 25,03        | 3 325       | 52,27       |
|                                                                | Jean Bozerand          | DL             | 1 381        | 20,24        | 3 036       | 47,73       |
|                                                                | Nicole Moschetti-Stamm | Verts          | 941          | 13,79        |             |             |
|                                                                | Cyril Meunier          | DVG            | 876          | 12,84        |             |             |
|                                                                | René Lopez             | RPR            | 603          | 8,84         |             |             |
|                                                                | Jean-Pierre Molle      | PCF            | 418          | 6,13         |             |             |
|                                                                | Alain Jamet            | FN             | 407          | 5,97         |             |             |
|                                                                | Jean-Claude Manifacier | MNR            | 303          | 4,44         |             |             |
|                                                                | Francis Meynier        | DIV            | 186          | 2,73         |             |             |
|                                                                | Frédéric Briand        | DIV            | 0            | 0,00         |             |             |
|                                                                |                        |                |              |              |             |             |
| Inscrits                                                       | Inscrits               | Inscrits       | 19 052       | 100,00       | 19 051      | 100,00      |
| Abstentions                                                    | Abstentions            | Abstentions    | 12 006       | 63,02        | 11 926      | 62,60       |
| Votants                                                        | Votants                | Votants        | 7 046        | 36,98        | 7 125       | 37,40       |
| Blancs ou nuls                                                 | Blancs ou nuls         | Blancs ou nuls | 223          | 3,16         | 764         | 10,72       |
| Exprimés                                                       | Exprimés               | Exprimés       | 6 823        | 96,83        | 6 361       | 89,28       |
| Source : Le Monde, éditions des 30 novembre et 7 décembre 1999 |                        |                |              |              |             |             |

### Canton de Saint-Pierre(Martinique)
| Candidat                                                       | Candidat             | Parti          | Premier tour | Premier tour | Second tour | Second tour |
| Candidat                                                       | Candidat             | Parti          | Voix         | %            | Voix        | %           |
| -------------------------------------------------------------- | -------------------- | -------------- | ------------ | ------------ | ----------- | ----------- |
|                                                                | Louis Pierre-Charles | DVD            | 718          | 37,47        | 1 253       | 53,75       |
|                                                                | Max Nelzy            | RPR            | 509          | 26,57        | 1 078       | 46,25       |
|                                                                | Raphaël Martine      | DVG            | 446          | 23,28        |             |             |
|                                                                | Albert Pavius        | DVG            | 162          | 8,46         |             |             |
|                                                                | Thierry Claveau      | DVD            | 63           | 3,29         |             |             |
|                                                                | Roger Barbe          | DIV            | 18           | 0,94         |             |             |
|                                                                |                      |                |              |              |             |             |
| Inscrits                                                       | Inscrits             | Inscrits       | 5 071        | 100,00       | 5 071       | 100,00      |
| Abstentions                                                    | Abstentions          | Abstentions    | 3 076        | 60,66        | 2 644       | 52,14       |
| Votants                                                        | Votants              | Votants        | 1 995        | 39,34        | 2 427       | 47,86       |
| Blancs ou nuls                                                 | Blancs ou nuls       | Blancs ou nuls | 79           | 3,96         | 96          | 3,95        |
| Exprimés                                                       | Exprimés             | Exprimés       | 1 916        | 96,04        | 2 331       | 96,04       |
| Source : Le Monde, éditions des 30 novembre et 7 décembre 1999 |                      |                |              |              |             |             |

### Canton de Muzillac(Morbihan)
|                                               | Joseph Brohan    | DVD            | 2 201 | 65,94  |  |  |
|                                               | Alain Tanguy     | PS             | 433   | 12,97  |  |  |
|                                               | Bernard Audran   | PCF            | 413   | 12,37  |  |  |
|                                               | Claude Guillaume | FN             | 144   | 4,31   |  |  |
|                                               | Yannig Baron     | UDB            | 96    | 2,88   |  |  |
|                                               | Alain Lyon       | MNR            | 51    | 1,53   |  |  |
|                                               |                  |                |       |        |  |  |
| Inscrits                                      | Inscrits         | Inscrits       | 8 131 | 100,00 |  |  |
| Abstentions                                   | Abstentions      | Abstentions    | 4 700 | 57,80  |  |  |
| Votants                                       | Votants          | Votants        | 3 431 | 42,20  |  |  |
| Blancs ou nuls                                | Blancs ou nuls   | Blancs ou nuls | 93    | 2,71   |  |  |
| Exprimés                                      | Exprimés         | Exprimés       | 3 338 | 97,29  |  |  |
| Source : Le Monde, édition du 7 décembre 1999 |                  |                |       |        |  |  |

### Canton d'Ajaccio-4(Corse-du-Sud)
| Candidat                                              | Candidat              | Parti          | Premier tour | Premier tour | Second tour | Second tour |
| Candidat                                              | Candidat              | Parti          | Voix         | %            | Voix        | %           |
| ----------------------------------------------------- | --------------------- | -------------- | ------------ | ------------ | ----------- | ----------- |
|                                                       | Jacques Billard       | DL             | 650          | 51,34        | 845         | 61,90       |
|                                                       | Dominique Richaud     | DVD            | 368          | 29,07        | 520         | 38,10       |
|                                                       | Jean-Marc Ciabrini    | PS             | 137          | 10,82        |             |             |
|                                                       | Jean-Marc Orsini      | ECO            | 44           | 3,48         |             |             |
|                                                       | Jean-Paul Ramacciotti | NAT            | 38           | 3,00         |             |             |
|                                                       | Michel Terramorsi     | FN             | 29           | 2,29         |             |             |
|                                                       |                       |                |              |              |             |             |
| Inscrits                                              | Inscrits              | Inscrits       | 2 788        | 100,00       | 2 788       | 100,00      |
| Abstentions                                           | Abstentions           | Abstentions    | 1 483        | 53,19        | 1 356       | 48,64       |
| Votants                                               | Votants               | Votants        | 1 305        | 46,81        | 1 432       | 51,36       |
| Blancs ou nuls                                        | Blancs ou nuls        | Blancs ou nuls | 39           | 2,99         | 67          | 4,68        |
| Exprimés                                              | Exprimés              | Exprimés       | 1 266        | 97,01        | 1 365       | 95,32       |
| Source : Le Monde, éditions des 8 et 15 décembre 1999 |                       |                |              |              |             |             |

### Canton de Bordeaux-1(Gironde)
| Candidat                                              | Candidat          | Parti          | Premier tour | Premier tour | Second tour | Second tour |
| Candidat                                              | Candidat          | Parti          | Voix         | %            | Voix        | %           |
| ----------------------------------------------------- | ----------------- | -------------- | ------------ | ------------ | ----------- | ----------- |
|                                                       | Philippe Dorthe   | PS             | 822          | 31,16        | 1 379       | 55,97       |
|                                                       | Bruno Canovas     | DL             | 766          | 29,04        | 1 085       | 44,03       |
|                                                       | Vincent Maurin    | PCF            | 505          | 19,14        |             |             |
|                                                       | Valérie Colombier | FN             | 242          | 9,17         |             |             |
|                                                       | Dominique Prost   | Verts          | 127          | 4,81         |             |             |
|                                                       | Catherine Durin   | LCR            | 55           | 2,08         |             |             |
|                                                       | Marcel Félice     | DIV            | 36           | 1,36         |             |             |
|                                                       | Philippe Coat     | GÉ             | 35           | 1,33         |             |             |
|                                                       | Monique Fortun    | MDC            | 25           | 0,95         |             |             |
|                                                       | Philippe Baconnet | MNR            | 25           | 0,95         |             |             |
|                                                       |                   |                |              |              |             |             |
| Inscrits                                              | Inscrits          | Inscrits       | 10 484       | 100,00       | 10 484      | 100,00      |
| Abstentions                                           | Abstentions       | Abstentions    | 7 788        | 74,28        | 7 881       | 75,17       |
| Votants                                               | Votants           | Votants        | 2 696        | 25,72        | 2 603       | 24,83       |
| Blancs ou nuls                                        | Blancs ou nuls    | Blancs ou nuls | 58           | 2,15         | 139         | 5,34        |
| Exprimés                                              | Exprimés          | Exprimés       | 2 638        | 97,85        | 2 464       | 94,66       |
| Source : Le Monde, éditions des 8 et 15 décembre 1999 |                   |                |              |              |             |             |

### Canton de Bordeaux-3(Gironde)
| Candidat                                              | Candidat              | Parti                 | Premier tour | Premier tour | Second tour | Second tour |
| Candidat                                              | Candidat              | Parti                 | Voix         | %            | Voix        | %           |
| ----------------------------------------------------- | --------------------- | --------------------- | ------------ | ------------ | ----------- | ----------- |
|                                                       | Michel Duchêne        | RPR                   | 1 665        | 45,33        | 2 210       | 62,70       |
|                                                       | Denis Teisseire       | DVG (PS)              | 917          | 24,97        | 1 315       | 37,30       |
|                                                       | Alain Audebert        | RPF                   | 480          | 13,07        |             |             |
|                                                       | Gérard Boulanger      | DVG (PCF) (MDC) (PRG) | 284          | 7,73         |             |             |
|                                                       | Anne-Christine Royal  | FN                    | 186          | 5,06         |             |             |
|                                                       | Jacques Boisseau      | CNI                   | 53           | 1,44         |             |             |
|                                                       | François Labrosse     | LCR                   | 44           | 1,20         |             |             |
|                                                       | François-Régis Taveau | MNR                   | 32           | 0,87         |             |             |
|                                                       | Michel Authié         | DVD                   | 12           | 0,33         |             |             |
|                                                       |                       |                       |              |              |             |             |
| Inscrits                                              | Inscrits              | Inscrits              | 17 663       | 100,00       | 17 633      | 100,00      |
| Abstentions                                           | Abstentions           | Abstentions           | 13 908       | 78,74        | 13 942      | 79,07       |
| Votants                                               | Votants               | Votants               | 3 755        | 21,26        | 3 691       | 20,93       |
| Blancs ou nuls                                        | Blancs ou nuls        | Blancs ou nuls        | 82           | 2,18         | 166         | 4,50        |
| Exprimés                                              | Exprimés              | Exprimés              | 3 673        | 97,81        | 3 525       | 95,50       |
| Source : Le Monde, éditions des 8 et 15 décembre 1999 |                       |                       |              |              |             |             |

### Canton de Bruz(Ille-et-Vilaine)
| Candidat                                              | Candidat             | Parti          | Premier tour | Premier tour | Second tour | Second tour |
| Candidat                                              | Candidat             | Parti          | Voix         | %            | Voix        | %           |
| ----------------------------------------------------- | -------------------- | -------------- | ------------ | ------------ | ----------- | ----------- |
|                                                       | Maryvonne Gainche    | UDF            | 4 331        | 45,14        | 5 570       | 51,96       |
|                                                       | Philippe Bonnin      | PS             | 3 532        | 36,81        | 5 150       | 48,04       |
|                                                       | Yannick Cairon       | Verts          | 633          | 6,60         |             |             |
|                                                       | Alain Rouxel         | PCF            | 332          | 3,46         |             |             |
|                                                       | Marie-Agnès Lorandel | DVD            | 207          | 2,16         |             |             |
|                                                       | Alain Cedelle        | UDB            | 197          | 2,05         |             |             |
|                                                       | Gilles Gnovanona     | FN             | 154          | 1,61         |             |             |
|                                                       | Dominique Leseigneur | LCR            | 98           | 1,02         |             |             |
|                                                       | Gilles Manoury       | MNR            | 59           | 0,61         |             |             |
|                                                       | Jacques Dehergne     | DIV            | 51           | 0,53         |             |             |
|                                                       |                      |                |              |              |             |             |
| Inscrits                                              | Inscrits             | Inscrits       | 24 055       | 100,00       | 24 052      | 100,00      |
| Abstentions                                           | Abstentions          | Abstentions    | 14 203       | 59,04        | 13 022      | 54,14       |
| Votants                                               | Votants              | Votants        | 9 852        | 40,96        | 11 030      | 45,86       |
| Blancs ou nuls                                        | Blancs ou nuls       | Blancs ou nuls | 258          | 2,62         | 310         | 2,81        |
| Exprimés                                              | Exprimés             | Exprimés       | 9 594        | 97,38        | 10 720      | 97,19       |
| Source : Le Monde, éditions des 7 et 14 décembre 1999 |                      |                |              |              |             |             |

### Canton de Langon(Gironde)
| Candidat                                              | Candidat             | Parti          | Premier tour | Premier tour | Second tour | Second tour |
| Candidat                                              | Candidat             | Parti          | Voix         | %            | Voix        | %           |
| ----------------------------------------------------- | -------------------- | -------------- | ------------ | ------------ | ----------- | ----------- |
|                                                       | Pierre Augey         | PCF            | 2 089        | 39,81        | 2 411       | 100,00      |
|                                                       | Philippe Plagnol     | PS             | 2 004        | 38,19        | Retrait     | Retrait     |
|                                                       | Didier Sendrès       | RPR            | 482          | 9,19         |             |             |
|                                                       | Alain de Peretti     | MNR            | 406          | 7,74         |             |             |
|                                                       | Yannick Chollet      | Verts          | 178          | 3,39         |             |             |
|                                                       | Mireille de Badereau | FN             | 88           | 1,68         |             |             |
|                                                       |                      |                |              |              |             |             |
| Inscrits                                              | Inscrits             | Inscrits       | 10 517       | 100,00       | 10 517      | 100,00      |
| Abstentions                                           | Abstentions          | Abstentions    | 5 110        | 48,59        | 7 444       | 70,78       |
| Votants                                               | Votants              | Votants        | 5 407        | 51,41        | 3 073       | 29,22       |
| Blancs ou nuls                                        | Blancs ou nuls       | Blancs ou nuls | 160          | 2,96         | 662         | 21,54       |
| Exprimés                                              | Exprimés             | Exprimés       | 5 247        | 97,04        | 2 411       | 78,46       |
| Source : Le Monde, éditions des 8 et 15 décembre 1999 |                      |                |              |              |             |             |

### Canton de Montereau-Fault-Yonne(Seine-et-Marne)
| Candidat                                              | Candidat               | Parti          | Premier tour | Premier tour | Second tour | Second tour |
| Candidat                                              | Candidat               | Parti          | Voix         | %            | Voix        | %           |
| ----------------------------------------------------- | ---------------------- | -------------- | ------------ | ------------ | ----------- | ----------- |
|                                                       | Claude Eymard-Duvernay | RPR            | 2 324        | 38,78        | 3 478       | 56,48       |
|                                                       | José Ruiz              | PCF            | 1 290        | 21,53        | 2 680       | 43,52       |
|                                                       | Antoine Delgado        | PS             | 1 223        | 20,41        |             |             |
|                                                       | Jean-François Jalkh    | FN             | 660          | 11,01        |             |             |
|                                                       | Jean-Louis Tabard      | DVD            | 254          | 4,24         |             |             |
|                                                       | Jacques Gérard         | MNR            | 242          | 4,04         |             |             |
|                                                       |                        |                |              |              |             |             |
| Inscrits                                              | Inscrits               | Inscrits       | 18 664       | 100,00       | 18 664      | 100,00      |
| Abstentions                                           | Abstentions            | Abstentions    | 12 457       | 66,74        | 12 141      | 65,05       |
| Votants                                               | Votants                | Votants        | 6 207        | 33,26        | 6 523       | 34,95       |
| Blancs ou nuls                                        | Blancs ou nuls         | Blancs ou nuls | 214          | 3,45         | 365         | 5,59        |
| Exprimés                                              | Exprimés               | Exprimés       | 5 993        | 96,55        | 6 158       | 94,40       |
| Source : Le Monde, éditions des 8 et 15 décembre 1999 |                        |                |              |              |             |             |

### Canton d'Ormesson-sur-Marne(Val-de-Marne)
| Candidat                                              | Candidat             | Parti          | Premier tour | Premier tour | Second tour | Second tour |
| Candidat                                              | Candidat             | Parti          | Voix         | %            | Voix        | %           |
| ----------------------------------------------------- | -------------------- | -------------- | ------------ | ------------ | ----------- | ----------- |
|                                                       | Guy Le Doeuff        | RPR            | 1 768        | 45,97        | 2 233       | 58,98       |
|                                                       | René Dessert         | PS             | 924          | 24,02        | 1 553       | 41,02       |
|                                                       | Jean-Jacques Darves  | PCF            | 418          | 10,87        |             |             |
|                                                       | Jean-Pierre Girault  | Verts          | 325          | 8,45         |             |             |
|                                                       | Christian Le Scornec | MNR            | 212          | 5,51         |             |             |
|                                                       | Lydia Schénardi      | FN             | 199          | 5,17         |             |             |
|                                                       |                      |                |              |              |             |             |
| Inscrits                                              | Inscrits             | Inscrits       | 14 609       | 100,00       | 14 609      | 100,00      |
| Abstentions                                           | Abstentions          | Abstentions    | 10 650       | 72,90        | 10 684      | 73,13       |
| Votants                                               | Votants              | Votants        | 3 959        | 27,10        | 3 925       | 26,87       |
| Blancs ou nuls                                        | Blancs ou nuls       | Blancs ou nuls | 113          | 2,85         | 139         | 3,54        |
| Exprimés                                              | Exprimés             | Exprimés       | 3 846        | 97,14        | 3 786       | 96,46       |
| Source : Le Monde, éditions des 8 et 15 décembre 1999 |                      |                |              |              |             |             |

### Canton de Perpignan-3(Pyrénées-Orientales)
| Candidat                                              | Candidat              | Parti          | Premier tour | Premier tour | Second tour | Second tour |
| Candidat                                              | Candidat              | Parti          | Voix         | %            | Voix        | %           |
| ----------------------------------------------------- | --------------------- | -------------- | ------------ | ------------ | ----------- | ----------- |
|                                                       | Michel Coronas        | PCF            | 1 805        | 50,17        | 2 204       | 62,95       |
|                                                       | Danièle Pagès         | RPR            | 748          | 20,79        | 1 297       | 37,05       |
|                                                       | Laurent Heiligenstein | FN             | 343          | 9,53         |             |             |
|                                                       | Jean-Pierre José      | DVG            | 339          | 9,42         |             |             |
|                                                       | Jean-Yves Gatault     | DVD            | 195          | 5,42         |             |             |
|                                                       | Roger Chenaye         | MNR            | 111          | 3,09         |             |             |
|                                                       | Denis Bellac          | DVD            | 57           | 1,58         |             |             |
|                                                       |                       |                |              |              |             |             |
| Inscrits                                              | Inscrits              | Inscrits       | 10 799       | 100,00       | 10 799      | 100,00      |
| Abstentions                                           | Abstentions           | Abstentions    | 7 078        | 65,54        | 7 047       | 65,26       |
| Votants                                               | Votants               | Votants        | 3 721        | 34,46        | 3 752       | 34,74       |
| Blancs ou nuls                                        | Blancs ou nuls        | Blancs ou nuls | 220          | 5,91         | 154         | 4,10        |
| Exprimés                                              | Exprimés              | Exprimés       | 3 501        | 94,09        | 3 598       | 95,89       |
| Source : Le Monde, éditions des 8 et 15 décembre 1999 |                       |                |              |              |             |             |

### Canton de Bertincourt(Pas-de-Calais)
| Candidat                                                                             | Candidat                 | Parti          | Premier tour | Premier tour | Second tour | Second tour |
| Candidat                                                                             | Candidat                 | Parti          | Voix         | %            | Voix        | %           |
| ------------------------------------------------------------------------------------ | ------------------------ | -------------- | ------------ | ------------ | ----------- | ----------- |
|                                                                                      | Jean-Claude Hocquet      | DVD            | 979          | 31,89        | 1 555       | 50,83       |
|                                                                                      | Gabriel Trannin          | DVD (CPNT)     | 717          | 23,36        | 1 036       | 33,87       |
|                                                                                      | Jean-Marie Plessiet      | RPR (UDF) (DL) | 665          | 21,66        | Retrait     | Retrait     |
|                                                                                      | Marie-Françoise Nawrocki | DVG            | 537          | 17,49        | 468         | 15,30       |
|                                                                                      | Jean-Marc Maurice        | FN             | 98           | 3,19         |             |             |
|                                                                                      | Laurianne Icet           | PCF            | 74           | 2,41         |             |             |
|                                                                                      |                          |                |              |              |             |             |
| Inscrits                                                                             | Inscrits                 | Inscrits       | 5 077        | 100,00       | 5 073       | 100,00      |
| Abstentions                                                                          | Abstentions              | Abstentions    | 1 941        | 38,23        | 1 889       | 37,24       |
| Votants                                                                              | Votants                  | Votants        | 3 136        | 61,77        | 3 184       | 62,76       |
| Blancs ou nuls                                                                       | Blancs ou nuls           | Blancs ou nuls | 66           | 2,10         | 125         | 3,92        |
| Exprimés                                                                             | Exprimés                 | Exprimés       | 3 070        | 97,89        | 3 059       | 96,07       |
| Source : L'Humanité, édition du 14 décembre et Le Monde, édition du 21 décembre 1999 |                          |                |              |              |             |             |

### Canton de Steenvoorde(Nord)
| Candidat                                                                             | Candidat              | Parti          | Premier tour | Premier tour | Second tour | Second tour |
| Candidat                                                                             | Candidat              | Parti          | Voix         | %            | Voix        | %           |
| ------------------------------------------------------------------------------------ | --------------------- | -------------- | ------------ | ------------ | ----------- | ----------- |
|                                                                                      | Jean-Marc Gosset      | DVD            | 1 988        | 38,21        | 2 960       | 55,57       |
|                                                                                      | Jacques Defrancq      | PS             | 1 853        | 35,61        | 2 367       | 44,43       |
|                                                                                      | Régine Beaucamp       | DVD            | 896          | 17,22        |             |             |
|                                                                                      | Didier Lejeune        | FN             | 212          | 4,07         |             |             |
|                                                                                      | Christian Maes        | PCF            | 97           | 1,86         |             |             |
|                                                                                      | André Bocket          | DVG            | 97           | 1,86         |             |             |
|                                                                                      | Nathalie Vandekerkoff | MNR            | 60           | 1,15         |             |             |
|                                                                                      |                       |                |              |              |             |             |
| Inscrits                                                                             | Inscrits              | Inscrits       | 9 791        | 100,00       | 9 791       | 100,00      |
| Abstentions                                                                          | Abstentions           | Abstentions    | 4 387        | 44,81        | 4 231       | 43,21       |
| Votants                                                                              | Votants               | Votants        | 5 404        | 55,19        | 5 560       | 56,79       |
| Blancs ou nuls                                                                       | Blancs ou nuls        | Blancs ou nuls | 201          | 3,72         | 233         | 4,19        |
| Exprimés                                                                             | Exprimés              | Exprimés       | 5 203        | 96,28        | 5 327       | 95,81       |
| Source : L'Humanité, édition du 14 décembre et Le Monde, édition du 21 décembre 1999 |                       |                |              |              |             |             |